# 三菱自動車工業
三菱自動車工業株式会社（みつびしじどうしゃこうぎょう、略称：三菱自動車（みつびしじどうしゃ）・三菱自工（みつびしじこう）、英: MITSUBISHI MOTORS CORPORATION 略称：MMC）は、東京都港区芝浦に本社を置く三菱グループの自動車メーカー。
2003年にはトラック・バス部門を分社化（三菱ふそうトラック・バス）。日経平均株価およびJPX日経インデックス400の構成銘柄の一つ。
2016年10月に日産自動車が筆頭株主となり、日産自動車とフランスのルノーと共にルノー・日産・三菱アライアンス を構成している。また三菱商事の持分法適用関連会社でもある。

## 概要
三菱自動車工業は日本の自動車メーカーのひとつであり、1970年6月に三菱重工業から分社（独立）した会社である。
2021年の販売台数は93万7,000台で、内訳は北米15万6,000台、欧州13万1,000台、日本7万台、アジア32万1,000台、その他14万7,000台。日本国内での登録台数シェア（≒販売台数シェア）は、2017年で0.9%、2018年で1.1%という企業である。

### 歴史
日本では1904年、山羽虎夫によって日本車第1号と言われている「山羽式蒸気自動車」が製作され、1911年には東京府東京市麻布区（現在の東京都港区麻布）に「快進社自働車工場」（日産自動車の源流）が設立され、日本初のエンジンまでも含めた純国産車を開発し、1916年にはアロー号が製作されたという歴史があるが（→日本車#歴史を参照）、三菱は、1917年から『A型』を世に送り出した。A型は1921年までに22台生産され、日本で初めての「量産乗用車」となった。

現在の三菱自動車工業は三菱重工業とクライスラー（現・ステランティス）社との合弁事業としてスタートし、1993年までクライスラーと資本提携していた。その後、2000年からドイツに本拠を置くダイムラー・クライスラー（現・メルセデス・ベンツ・グループ）と資本提携関係となったが、2005年に解消。なお、クライスラーとの技術提携関係は2009年まで継続されていた。2003年にはトラックやバスなど大型車事業を「三菱ふそうトラック・バス」として分社化。2年後、同社はダイムラー（現・ダイムラー・トラック）傘下へ譲渡された。
2008年、プジョー・シトロエン（現・ステランティス）との間で、ロシアでプジョーブランド、シトロエンブランド、三菱ブランドの車両を生産するための合弁事業に関する基本契約を締結した。
2016年10月20日、日産自動車が三菱自動車の株式の34%を保有する筆頭株主となった。同年12月14日、臨時株主総会で日産自動車会長兼社長カルロス・ゴーンの会長就任が正式に承認された（CEOは益子修社長が継続）。
2018年11月26日に開かれた臨時取締役会で、金融商品取引法違反容疑で同月19日に逮捕されたゴーンの代表取締役会長職の解任を決議した。
2025年、アメリカ合衆国大統領に返り咲いたドナルド・トランプは、輸入車の関税を強化する方針を発表（第2次トランプ政権の関税を参照）。アメリカに生産拠点を持たず、同国内で販売する自動車の全量を日本国内で生産する三菱自動車にとっては逆風になることが見込まれた。このため同年5月には、日産自動車のアメリカ工場でスポーツ用多目的車の共同生産を検討するなど、生産体制の変更を余儀なくされている。

### 他の特徴
三菱自動車は、2009年7月に世界初の量産型EV（量産型電気自動車）となる『i-MiEV』を発売したメーカーである。
またサッカーJリーグ・浦和レッドダイヤモンズの親会社でもあった。日産自動車との資本提携(と日産系であるマリノスの存在)に伴い、新たに三菱重工業が共同で浦和レッズに出資することとなり、三菱自動車の出資比率は大きく引き下げられた（沿革の項を参照）。
三菱金曜会 及び三菱広報委員会 の会員企業である。

## 沿革
- 1870年（明治3年） - 海運会社九十九商会誕生[12][24]。
- 1893年（明治26年）2月 - 三菱合資会社を設立。
- 1917年（大正6年）
  - 10月 - 三菱合資会社造船部が三菱造船として独立[24]。
  - 三菱造船神戸造船所で三菱A型乗用車製作[13]。
- 1920年（大正9年） - 三菱内燃機株式会社（本社・名古屋市）が設立[24]。
- 1921年（大正10年） - 三菱内燃機株式会社が三菱内燃機製造株式会社と社名変更。
- 1934年（昭和9年）4月 - 三菱造船が三菱重工業に社名変更。
- 1948年（昭和23年）- この時期以降、元航空機工場であった名古屋・大江工場で、保有するプレス設備を活かし、国内他自動車メーカーの乗用車ボディ請負生産を開始。1950年代中期まで、日産自動車製ダットサン、トヨタ自動車工業製トヨペット等のボディ生産を請け負い、技術を蓄積した。
- 1950年（昭和25年）
  - 1月 - 過度経済力集中排除法により、東日本重工業・中日本重工業・西日本重工業3社に分割され[12]、自動車事業部門は中日本重工業となった。
  - 9月 - 東日本重工業が、カイザー＝フレーザーと技術提携し日本でのヘンリーJのCKD生産およびアジアへの販売権を取得。販売子会社・東日本カイザーフレーザー社を設立。
- 1951年（昭和26年）- 東日本カイザーフレーザー社がヘンリーJ販売開始。
- 1953年（昭和28年）
  - 1月 - ジープのCKD生産を開始[25][13]。その後段階的に完全国産化[13]。
  - 5月 - サンフランシスコ平和条約により、三菱の商号や商標の使用も許され、東日本重工業、中日本重工業はそれぞれ三菱日本重工、新三菱重工業に社名変更。
- 1954年（昭和29年）- 三菱日本重工、日本国内での生産中止にともないヘンリーJ生産を終了。
- 1959年（昭和34年）- 軽3輪トラックの「レオ」を発売。
- 1960年（昭和35年）- 戦後初の自社開発小型車、三菱500（後の改良でコルト600に改称）を発売[25][13]。
- 1961年（昭和36年）- タイに販売会社設立[26]。
- 1962年（昭和37年）- 軽自動車「ミニカ」発売[13]。
- 1963年（昭和38年） - 小型車「コルト1000」発売。
- 1964年（昭和39年）
  - 6月 - 1950年に分割された3社が再合併し、三菱重工業となった[27][24]。また、同年タイで生産事業を開始[26]。
  - 7月 - 高級車「デボネア」発売。
- 1969年（昭和44年）- 小型車コルトギャラン（後のギャラン）を発売[13]。
- 1970年（昭和45年）
  - 2月 - 三菱重工業とクライスラーが合弁事業に関する契約締結[24]。
  - 4月22日 - 自動車の専業体制確立のため、三菱重工業の全額出資により三菱自動車工業を設立[24]。
  - 6月1日 - 三菱重工業より自動車事業本部、京都製作所の一部、名古屋自動車製作所、川崎自動車製作所、水島自動車製作所を三菱自動車工業へ分離・譲渡。
- 1971年（昭和46年） - 北米のクライスラーチャンネルでコルトギャラン（現地名：ダッジ・コルト）が販売された[24]。
- 1973年（昭和48年）
  - 2月 - ランサーの販売開始[13]。
  - 韓国の現代自動車（ヒュンダイ、ヒョンデ）に対して、 小型車生産のための車体やエンジン、ギアなどの生産技術供与契約を締結[注釈 2]。
- 1974年（昭和49年）- 第22回サファリラリー優勝[29][13]。
- 1975年（昭和50年）-エンジン・変速機などプラットホームを供給し、韓国自動車産業の基盤技術を提供したと評されるヒュンダイ・ポニー発売[30]。
- 1978年（昭和53年）- 乗用車の第二販売チャネルとしてカープラザ店を設立[24]。
  - 同時に専売車種としてミラージュを発売[13]。従来の販売チャネルはギャラン店へ[24]。他社と違い、ディーラーの社名はどちらも「○○三菱自動車販売株式会社」であったため、社名だけで見分けることはできなかった（一部の例外を除く）。
- 1981年（昭和56年）- 米国三菱自動車販売を設立[24]。
- 1982年（昭和57年）- フロントエンブレムマーク「MMC」を採用[24]。これをきっかけに一時期三菱グループのシンボル・スリーダイヤを廃止し、テレビ・ラジオ番組の協賛クレジットも「MMC三菱自動車」とクレジットされた（詳細後述参照）。
- 1984年（昭和59年）- 三菱自動車販売を合併[24]。
- 1985年（昭和60年）- アメリカ合衆国にダイアモンド・スター・モーターズ（DSM）設立[24]。
  - 1月22日 - 第7回パリ・ダカールラリーでパジェロが総合優勝[31]。
  - 7月 - マレーシア政府との合弁会社プロトンの工場竣工。
- 1988年（昭和63年）- 松任谷由実のコンサートツアーに協賛を開始。また、タイでの生産車の輸出を開始[26]、ならびに東京・大阪・名古屋の証券取引市場第1部に株式上場（旧大阪・名古屋の両証券取引所は2016年現在上場廃止）。
- 1989年（昭和64年/平成元年） - 岡崎研究所内に、三菱オートギャラリーを開館。
- 1991年（平成3年）- オランダ政府、スウェーデンのボルボとオランダで乗用車合弁生産契約に調印[24]。NedCar（ネッド・カー）発足[24]。
- 1992年（平成4年）- 初代ランサーエボリューションを発売[13]。
- 1993年（平成5年）- パジェロがパリ・ダカールラリー総合優勝[13]。
- 1994年（平成6年）
  - 5月 - ベトナムにプロトンなどとの合弁会社ビナスター・モーターズ（Vinastar Motors）を設立。
  - FTOが、日本カー・オブ・ザ・イヤーを受賞[13]。
- 1996年（平成8年）
  - GDIエンジンがRJCテクノロジー・オブ・ザ・イヤー受賞[13]。
  - 米国三菱自動車製造（MMMA）においてセクシャルハラスメント（セクハラ）があったとして、民事訴訟がアメリカ合衆国で提訴された。
- 1997年（平成9年）
  - GDIエンジンが、日本自動車技術会賞/技術開発賞を受賞。
  - 総会屋への利益供与事件が摘発される[24]。
- 1998年（平成10年） 
  - ランサーエボリューションがWRC完全制覇[32]。
  - バス車両の製造を三菱自動車バス製造（MBM：現在の三菱ふそうバス製造）へ移管。マイクロバスのローザのみが三菱自工製造のバス車両として残った。
- 1999年（平成11年） 
  - ボルボと大型車分野における資本・業務提携を結んだ[24]。
  - トミ・マキネンが前人未到のWRC4年連続ドライバーズチャンピオンを達成[33][注釈 3]。これを記念して、翌2000年1月、ランサーエボリューションVI トミマキネンエディションを発売[36]。
- 2000年（平成12年）
  - 道路運送車両法違反（リコール隠し）が発覚、河添社長が辞任[24]。本社等の強制捜査を受ける。詳しくは三菱リコール隠しを参照。
  - 10月18日 - ダイムラー・クライスラーと乗用車分野における資本・業務提携を結んだ[24]。これを機に、大型車分野における提携パートナーをボルボからダイムラー・クライスラーに変更した。
- 2001年（平成13年）1月4日 - ロルフ・エクロート[注釈 4]が取締役執行副社長兼乗用車部門の最高執行責任者（COO）に就任[38]。
- 2002年（平成14年）
  - 6月 - ロルフ・エクロートが最高経営責任者（CEO）に就任[39]。サプライヤーなど加盟344社からなる取引先協力組織の「柏会」を解散[40]。
  - 8月 - ミラージュディンゴとRVRが生産終了し、カープラザ店専売車種が事実上消滅。
- 2003年（平成15年）
  - ギャラン店とカープラザ店が統合。ギャランのカープラザ店向け同形車種であるアスパイアの販売終了に伴うもの。
  - 1月 - 大型車（トラック・バス）を三菱ふそうトラック・バスに事業を移管[24]。バス車体製造部門の三菱自動車バス製造（現・三菱ふそうバス製造）など大型車系の子会社もふそうへ移譲。
  - 5月6日 - 本社が品川三菱ビル（現・品川グランドセントラルタワー、東京都港区港南）に移転。
- 2004年（平成16年）
  - 3月9日 - プロトンの保有株式（7.93%）を全株売却し、資本提携を解消。
  - 3月11日 - 2000年のリコール発表を更に上回る「リコール隠し」が発覚した。
  - 4月 - ダイムラー・クライスラーが経営追加支援の中止を発表。三菱グループ主導で経営再建へ。再建計画では、京都への本社移転、岡崎工場の閉鎖、コンプライアンスの徹底などを訴えた。しかし、京都への本社移転、岡崎工場の閉鎖は一時は公表されるも、後に白紙になる。
  - 6月 - 2002年に発生した、ふそうトラックのタイヤ脱落事故捜査に端を発し、さらなるリコール隠しと「ヤミ改修」が発覚。河添元社長など多くの経営幹部や開発部門関係者が逮捕され、経営に大打撃を受けた。
- 2005年（平成17年）
  - 1月 - 赤字が拡大したことなどから、2004年に就任した一部の取締役陣が退任し、新取締役陣が就任。
  - 1月17日 - 日産自動車との包括的な事業提携を締結。日産にeKワゴン・スポーツ（日産名：オッティ）を新たに年間3万6,000台の予定で供給することを発表。同時に2社で軽自動車製造の新会社創設説も浮上したが、撤回となった[注釈 5][41]。
  - 1月28日 - 新経営計画「三菱自動車再生計画」を発表。三菱グループの三菱重工業・三菱商事・東京三菱銀行（現・三菱UFJ銀行）に増資などの追加支援を要請。これによって三菱重工の出資比率が15%を超えるため、同社の持分法適用による連結対象会社となり、再建を目指すこととなった。
  - 2月4日 - フランスのPSA・プジョーシトロエン（PSA）に、日本で同年10月に発売されたアウトランダーを年間3万台規模でOEM供給すると発表。
  - 11月11日 - ダイムラー・クライスラーが全株式を売却し、資本関係を解消[24]。
  - 12月 - 市場低迷を理由に中型・大型セダン市場から撤退。ギャラン、ディアマンテの日本国内生産・販売終了。
  - 12月12日 - 三菱重工業の持分法連結会社となった。
  - 12月14日 - 経営再建に徹するため、2006年度からWRCワークスチームの活動を休止することを発表。
- 2006年（平成18年）
  - 1月25日 - サンリオとの間でハローキティを宣伝や販促に使用するための包括的なライセンス契約の基本合意を締結。
  - 5月9日 - ハローキティがハッピードライブ アンバサダー（大使）に就任。
  - 5月19日 - 北海道日本ハムファイターズとスポンサーシップ契約を締結。
  - 10月25日 - i（アイ）がグッドデザイン大賞受賞[42]。
  - 11月14日 - i（アイ）が2007年次RJCカーオブザイヤー受賞。
- 2007年（平成19年）
  - 1月5日 - 本社を品川グランドセントラルタワーから旧本社ビルであった第一田町ビル（東京都港区芝）へ再移転。
  - 4月26日 - 4年ぶりに2006年度当期利益の黒字転換を発表。
  - 6月 - 軽乗用車でもっとも長い歴史を持っていたミニカ（5ナンバー車）の生産が終了。（4ナンバーのバンは継続）
  - 7月1日 - 直系ディーラーの体系を全面的に見直し、越境合併を含む大幅な統合を行った。
  - 8月23日 - ギャランフォルティス発売。「ギャラン」の名が国内で復活。
- 2009年（平成21年）
  - 6月5日 - リチウムイオン電池を搭載した量産型電気自動車i-MiEVを発表。
  - 8月10日 - エボリューションおよび商用バンを除く国内向けランサーの生産を終了。事実上、大衆向け小型セダン市場からの撤退となる。
  - 9月4日 - 電気自動車アイ・ミーブをベースにした欧州向けモデルをプジョー・シトロエンにOEM供給する基本契約の締結を発表。2010年10月から生産を開始し、2010年末にプジョー・iOn、シトロエン・C-ZEROとして発売[43]。
  - 9月10日 - クライスラーは、2005年からミシガン州ダンディで合同生産していた三菱と現代自動車との低燃費車向けエンジンの合弁生産事業の解消を発表。三菱・現代両社は同年8月末までに自社の出資分をクライスラーに売却していた[44]。
  - 12月14日 - 大阪証券取引所での上場を廃止。
- 2010年（平成22年）
  - 6月5日 - 「三菱愛着力プロジェクト」を開始。具体的には日本メーカーとして初[注釈 6]となる「最長10年10万km特別保証延長」の設定（5年目以降の車検入庫時に保証延長点検（24か月定期点検相当）を受けることが条件、対象車種はi-MiEV・RVR・コルト・コルトプラス・デリカD:5で、今後も改良等のタイミングで対象車種は増える予定[注釈 7]。i-MiEVとRVRは発売開始日にさかのぼって適用する）、ライフステージやライフスタイルの変化に合わせてボディコーティングやルームクリーニングなどの各種サービスや福祉車両「ハーティラン」を提供する「リフォームサービス」、キーレスエントリーキーの電池交換や洗車・ガラス撥水といったクイックカーメニューを中心とした「愛着クーポン」を配布するサービスを実施する。
- 2011年（平成23年）
  - 3月 - 2代目スズキ・ソリオのOEMにあたる小型トールワゴンのデリカD:2販売開始。
  - 5月 - 軽ボンネットバンでもっとも長い歴史を持っていたミニカバンの生産が終了（翌月末をもって販売終了）。これによりミニカの商標は名実共に8代49年の歴史に幕を下ろす結果となった。
  - 6月 - 日産自動車との間で軽自動車事業に関わる合弁会社NMKVを設立（資本構成は双方50%ずつの折半）[24]。
- 2012年（平成24年）
  - ヨーロッパの生産工場を閉鎖。その際、日本経済新聞には「欧州財政危機で自動車需要が急減したうえ、韓国の現代自動車の攻勢で三菱が採算性を確保できなかった」と評された[30]。
  - 8月 - 6代目ミラージュ発売。同車名は約10年ぶりの復活となった。
  - 12月19日 - 軽自動車のエンジン不具合に関し、対応が不十分であったとして、国土交通省から口頭で厳重注意された[24]。詳細は三菱自動車・3G83エンジンに関する問題を参照。
- 2013年（平成25年）
  - 8月29日 - スズキと軽商用車のOEM供給につき基本合意。これはミニキャブ バン・ミニキャブ トラックのガソリンエンジンモデルの生産終了に伴うもの。ミニキャブMiEVバン及びミニキャブMiEVトラックは継続[45]。
  - 11月5日 - ルノー＝日産アライアンスと生産・技術・生産を共用するプロジェクトに合意。NMKVとルノーの協業で電気自動車仕様も含めたグローバルエントリーカーの開発・生産を進めていく方針。また、ルノーの傘下である韓国・ルノーサムスン自動車においてはアメリカ・カナダ市場向けの三菱ブランドのDセグメントセダンの生産を行う予定と発表された[46][47]。
- 2015年（平成27年）
  - 4月10日 - ランサーエボリューションXの生産終了を記念した限定モデル「ランサーエボリューション ファイナルエディション」をもって、自社開発による日本国内及びごく一部の新興国を除く日本国外におけるセダン市場からの完全撤退を決定した。これにより、軽自動車（日本国内のみ）、およびSUVを中心としたラインナップ構成になる。また、ランサーエボリューションXの販売終了をもって、日本国内において三菱ブランドで販売されるMTの乗用車が皆無となった。
- 2016年（平成28年）
  - 1月 - アメリカ合衆国イリノイ州ノーマルにある工場が年後半で閉鎖[48]。
  - 2月3日 - 社長 相川哲郎が記者会見を行い、ランサーなどのノッチバックセダンの自主開発・自主生産の取り止め、当分の間はパジェロは現行型を継続生産することを明らかにした[49]。
  - 4月20日 - 軽自動車の共同開発先の日産自動車の指摘により燃費試験の不正問題が発覚。対象4車種（eKワゴン/eKスペース/日産・デイズ/日産・デイズルークス）の販売停止が決定。
  - 4月21日 - 燃費試験の不正問題を受け、品質マネジメントシステム規格（ISO9001:2008）の認証一時停止処分を受ける。
  - 5月12日 - 発行済み株式の34%を日産自動車が取得し、同社が事実上傘下に収める予定であることが発表された[24][50]。
  - 8月30日 - 燃費不正事件発覚後も、国土交通省が指導した方法を用いず不正な方法で燃費測定していたことが明らかとなる。
  - 10月1日 - 名古屋製作所を岡崎製作所に改称。
  - 10月20日 - 日産自動車が三菱自動車の株式を34%保有する単独筆頭株主となり、ルノー・日産アライアンスの一員に加わった。
  - 10月31日 - Jリーグ・浦和レッドダイヤモンズへの出資について、日産自動車との資本提携に伴い、同一会社が複数クラブを傘下に置くことを禁じるリーグ規則への抵触回避のため[51]、新たに三菱重工業が主要株主として共同出資し（持株会社「ダイヤモンドF.C.パートナーズ」を設立）、三菱自動車の実質出資比率を19.8%に引き下げることが発表された。
  - 12月14日 - 日産自動車会長兼社長のカルロス・ゴーンが代表取締役会長に就任（CEOは益子修社長が継続）。
  - 12月22日 - ルノー＝日産アライアンスの傘下に収まった関係上、2019年頃から日産主導開発のプラットフォームアーキテクチャ「CMF」を採り入れる予定と発表[52]。
- 2017年（平成29年）
  - 1月27日 - 消費者庁が、三菱自動車と日産自動車に対して、不当景品類及び不当表示防止法（景品表示法）の優良誤認違反で、措置命令と4億8,507万円の課徴金納付命令を出した[53]。
  - 5月19日 - 三菱自動車工業の燃費不正事件を受け「道路運送車両法の一部を改正する法律案」が国会で成立し、5月26日に公布・施行。一部の条文は、6月15日に施行された。
    - 改正の要点として、データ捏造など不正手段により取得された型式指定の取り消しや、罰則の強化（従前では、違反者・法人に対して30万円以下の罰金刑）から、違反者に対して1年以下の懲役刑若しくは300万円以下の罰金刑、又はこれらの併科、法人に対しては2億円以下の罰金刑の強化などが盛り込まれた。

  - 10月26日 - 新ブランドメッセージとして「Drive your Ambition」を発表。新ブランドメッセージの策定に伴い、「MITSUBISHI MOTORS」のロゴの書体が変更になるなど、コーポレートロゴもマイナーチェンジされる[54]。
- 2018年（平成30年）
  - 3月 - 三菱商事の完全子会社であるMAI株式会社が、三菱重工業・同社傘下の匿名組合・三菱東京UFJ銀行などから株式公開買付けにより議決権所有割合ベースで10.76%の株式を取得。三菱商事の持分法適用関連会社となる[55][56]。
  - 5月25日 - 岡崎製作所で、技能実習制度で来日したフィリピン人を契約と違う業務に従事させていたことが発覚[57]。
  - 9月18日 - Googleとパートナーシップを結び、2021年から車両にカスタマイズしたAndroidオペレーティングシステムを搭載することを発表した[58][59]。新しいシステムではダッシュボードで車両診断に加えてGoogle マップやGoogle アシスタント、Google Playなどを利用でき、iOSデバイスとも互換性がある[58]。
  - 11月19日 - 代表取締役会長であるカルロス・ゴーンが、日産自動車に関する金融商品取引法違反容疑で東京地方検察庁特別捜査部に逮捕された[60]。
  - 11月22日 - 取締役会にてカルロス・ゴーンの代表取締役及び会長の解職を決議。次期株主総会にて取締役から解任予定。
  - 12月末 - 第一田町ビルの再開発に伴い、msb（ムスブ） Tamachi 田町ステーションタワーSに本社移転（稼働は2019年1月より）。但し、本社ショールームは本社移転後も2019年5月15日まで第一田町ビルに残った[61]。
- 2019年（平成31年/令和元年）
  - 1月25日 - 法務省は、三菱自動車工業の技能実習制度の不正を受けて、実習計画認定を取り消す行政処分を下した[24]。この処分で2024年までの5年間、外国人技能実習生の受け入れが出来なくなった。
  - 9月12日 - 2022年8月までの期間限定で中央区銀座2丁目にブランド発信拠点「MI-Garden GINZA（マイガーデン ギンザ）」をオープン[62]。
- 2020年（令和2年）
  - 6月1日 - 創業50周年。
  - 7月27日 - 子会社のパジェロ製造株式会社（岐阜県加茂郡坂祝町）について、2021年上期をもって全ての車種生産を停止し、その後閉鎖することを発表[63]。これと同時に2021年（令和3年）以降より欧州向け商品の新型車投入を順次凍結し、ASEAN市場向けの商品投入に集中させると発表[64]。
- 2023年（令和5年）
  - 10月24日 - 中国での生産および販売を終了することを発表した[65]。生産と販売を行っていた合弁会社「広汽三菱汽車有限公司」の株は三菱商事とあわせて提携の広州汽車に譲渡する[66]。
  - 同日、ルノーが2024年設立予定の「アンペア」に最大で2億ユーロ出資、欧州市場においてEVをOEM供給を受ける予定と発表した[67]。
- 2025年（令和7年） 
  - 3月20日 - 台湾の電子機器受託生産大手、鴻海精密工業に電気自動車（EV）の生産を委託する方針であることが報道されている[68]
  - 7月22日 - 中国でのエンジン生産事業を終了したと発表した[69]。これにより、中国市場における自動車関連事業はアフターサービスを除き全て撤退した。

### 歴代社長・CEO
|      | 氏名               | 在任期間                | 出身校                   |
| ---- | ------------------ | ----------------------- | ------------------------ |
| 初代 | 佐藤勇二           | 1970年4月 - 1973年5月   | 東京商科大学             |
| 2代  | 久保富夫           | 1973年5月 - 1979年6月   | 東京帝国大学工学部       |
| 3代  | 曽根嘉年           | 1979年6月 - 1981年6月   | 東京帝国大学工学部       |
| 4代  | 東条輝雄           | 1981年6月 - 1983年6月   | 東京帝国大学工学部       |
| 5代  | 舘豊夫             | 1983年6月 - 1989年6月   | 東京帝国大学経済学部     |
| 6代  | 中村裕一           | 1989年6月 - 1996年6月   | 京都大学工学部           |
| 7代  | 塚原董久           | 1995年6月 - 1996年6月   | 東京大学経済学部         |
| 8代  | 木村雄宗           | 1996年6月 - 1997年11月  | 京都大学大学院工学研究科 |
| 9代  | 河添克彦           | 1997年11月 - 2000年11月 | 横浜国立大学経済学部     |
| 10代 | 園部孝             | 2000年11月 - 2002年6月  | 慶応義塾大学経済学部     |
| 11代 | ロルフ・エクロート | 2002年6月 - 2004年4月   | ボフーム大学機械工学部   |
| 12代 | 岡﨑洋一郎         | 2004年4月 - 2004年6月   | 早稲田大学第一理工学部   |
| 13代 | 多賀谷秀保         | 2004年6月 - 2005年1月   | 東京大学経済学部         |
| 14代 | 益子修             | 2005年1月 - 2014年6月   | 早稲田大学政治経済学部   |
| 15代 | 相川哲郎           | 2014年6月 - 2016年6月   | 東京大学工学部           |
| 16代 | 益子修             | 2016年6月 - 2019年6月   | 早稲田大学政治経済学部   |
| 17代 | 加藤隆雄           | 2019年6月 - 現職        | 京都大学工学部           |

- 2017年6月の株主総会における定款の一部変更に伴い、社長の肩書を取りやめている[83]。

## 主な開発・生産拠点
2024年8月現在、生産拠点は全てアジアに存在している。

### 日本国内
- 乗用車技術センター（愛知県岡崎市）- 乗用車の研究・開発拠点、岡崎テストコース。
  - 十勝研究所（北海道河東郡音更町）- 新型車のテスト走行など
  - 東京デザインスタジオ（東京都港区）- 本社に併設されている。かつては、関東三菱自動車販売多摩ニュータウン店（東京都多摩市）の隣に拠点を置いていたが、本社への移動に伴いデザインスタジオは閉鎖され、2016年の段階ではフォルクスワーゲングループジャパンの店舗が建設されている。
- 水島製作所（岡山県倉敷市） - 戦前の三菱重工業水島航空機製作所。一式陸攻、紫電改を生産していた。このため、水島空襲では主要な攻撃目標となった。2024年4月までは普通車のRVR（海外名：ASX/アウトランダースポーツ）も生産されていた。なお、RVRの生産終了後は軽自動車専門の自動車工場に特化している。
  - 製造車種 - eKワゴン/eKクロス/日産・デイズ、eKスペース/デリカミニ（←eKクロススペース）/日産・ルークス、eKクロスEV/日産・サクラ、ミニキャブEV（←ミニキャブMiEV）
- 岡崎製作所（愛知県岡崎市）- 乗用車の生産拠点。2016年10月1日に「名古屋製作所」から改称された。
  - 岡崎工場（同上）- デリカD:5、アウトランダー、RVR、エクリプスクロス、1/2tトラックの生産。
  - 大江工場（愛知県名古屋市港区）- 戦前・戦後は同じ敷地内の三菱重工業名古屋航空機製作所（現・三菱重工業名古屋航空宇宙システム製作所）の一部であった。1970年の三菱自動車工業発足と同時に三菱重工業から独立し、同社の名古屋製作所大江工場となるが、2001年に閉鎖。跡地の大部分は再び、三菱重工業名古屋航空宇宙システム製作所に買い戻されるとともに、同社の新工場が建設され、ボーイング787の主翼の生産拠点となる。一方で、一部は栃木富士産業（現・GKNドライブライントルクテクノロジー）に賃貸され、同社の名古屋工場となる。隣接する三菱ふそう大江バス工場（ローザの製造）も2010年6月に閉鎖。
- 京都製作所 - 乗用車用パワートレインの設計、生産
  - 京都工場（京都府京都市右京区）- 戦前の三菱重工業京都機器製作所。
  - 滋賀工場（滋賀県湖南市）

### 日本国外
- 東南アジア
  - ミツビシ・モーターズ・タイランド（タイ・チョンブリー県レムチャバン）
    - テストコースも備えている。

  - ミツビシ・モータース・タイランド・エンジン（タイ・チョンブリー県レムチャバン）
  - ミツビシ・モーターズ・フィリピン（フィリピン・リサール州）
  - アジアン・トランスミッション・コーポレーション（フィリピン・ラグナ州）
  - ミツビシ・モーターズ・クラマ・ユダ・インドネシア（インドネシア・西ジャワ州）
  - ミツビシ・モーターズ・ベトナム（ベトナム・ビンズオン省）
  - ハイコム・オートモービル・マニュファクチャーズ（マレーシア・パハン州）
- 東アジア
  - 中華汽車（台湾）
- 南米
  - HPEオートモーターズ（ブラジル・ゴイアス州カタロン）

#### 過去
- ミツビシ・モーターズ・ニュージーランド（ニュージーランド・ウェリントン地方ポリルア） - 1998年に現地工場を閉鎖。
  - トッドコーポレーション（英語版）から自動車組立工場を買い取り運営。1980年代後半に自動車関税が撤廃したことで中古車が市場に流入。新車の販売が不振になり閉鎖[注釈 8]。
- ミツビシ・モーターズ・オーストラリア（オーストラリア連邦・南オーストラリア州アデレード） - 2008年に現地工場を閉鎖。
- ネザーランズ・カーB.V.（オランダ王国・リンブルフ州ボルン） - 欧州債務危機の影響で、2012年末で生産終了（2011年2月6日発表）[84]
- ミツビシ・モーターズ・ノース・アメリカ（英語版）（アメリカ合衆国・イリノイ州ノーマル）- 2015年7月工場閉鎖を決定[85]
- MMCオートモトリス（ベネズエラ・アンソアテギ州バルセロナ）- 2015年12月双日撤退により生産終了。
- ハルビン東安汽車発動機製造有限公司（中国・黒竜江省ハルビン市）- 2019年に合弁関係を解消。
- 東南(福建)汽車工業有限公司（中国・福建省福州市）- 2021年に資本提携を解消。
- パジェロ製造株式会社（岐阜県加茂郡坂祝町）- 2021年8月6日閉鎖
- PCMA-Rus（ロシア・カルーガ州）
  - 2022年に勃発したウクライナ侵攻により、同年内に完全撤退した。
- 広汽三菱汽車有限公司（中国・湖南省長沙市）- 販売不振により、2023年10月24日に資本提携を解消。
- 瀋陽航天三菱汽車発動機製造有限公司（中国・遼寧省瀋陽市）- 2025年7月22日に合弁関係を解消。

## モータースポーツ

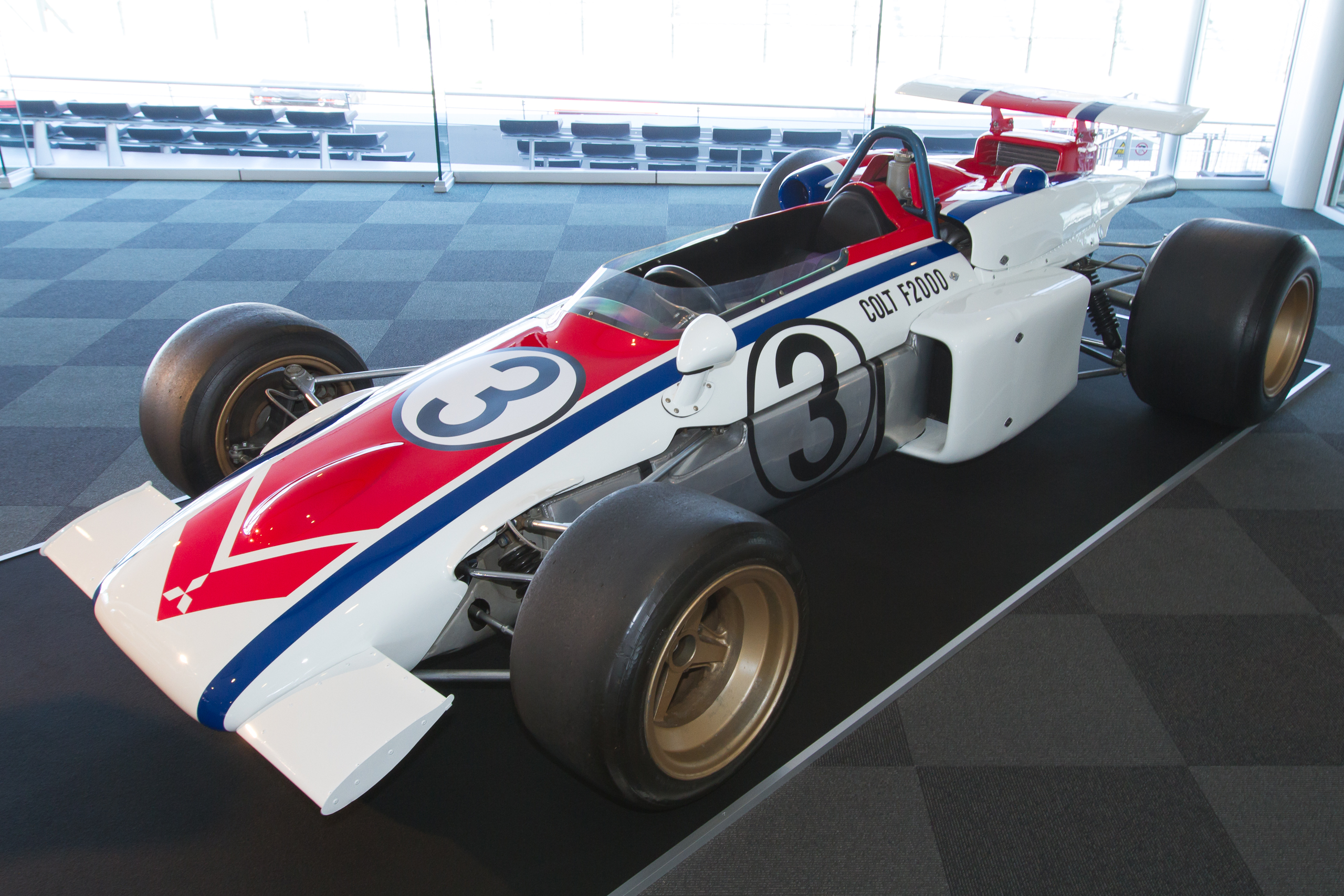
1971年に永松邦臣が日本グランプリで優勝したコルトF2000

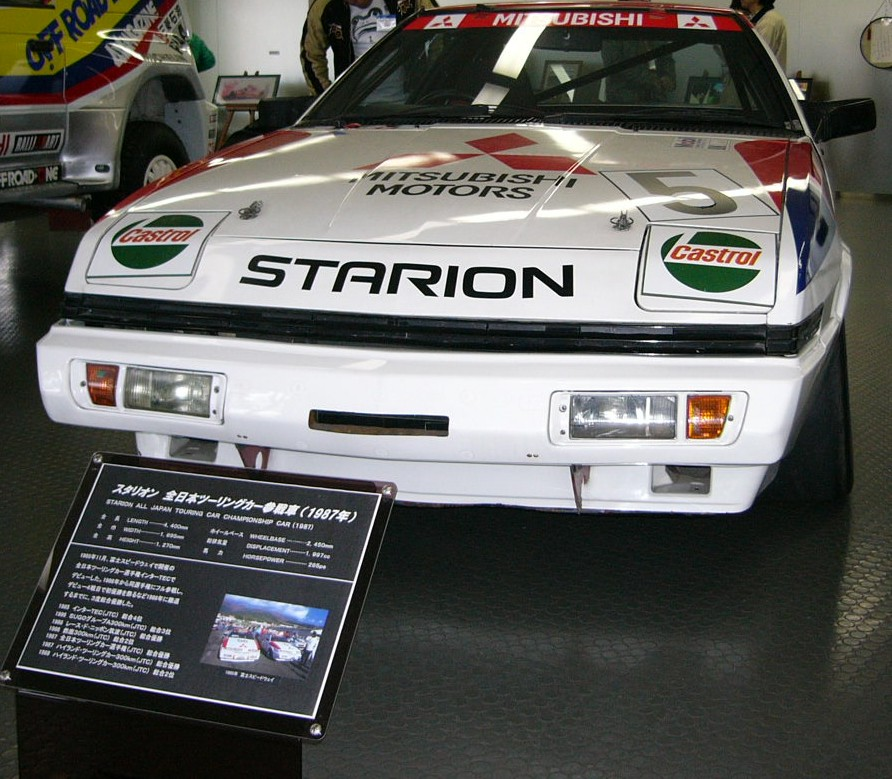
1987年に高橋国光/中谷明彦組がJTCで2度総合優勝を果たしたスタリオン

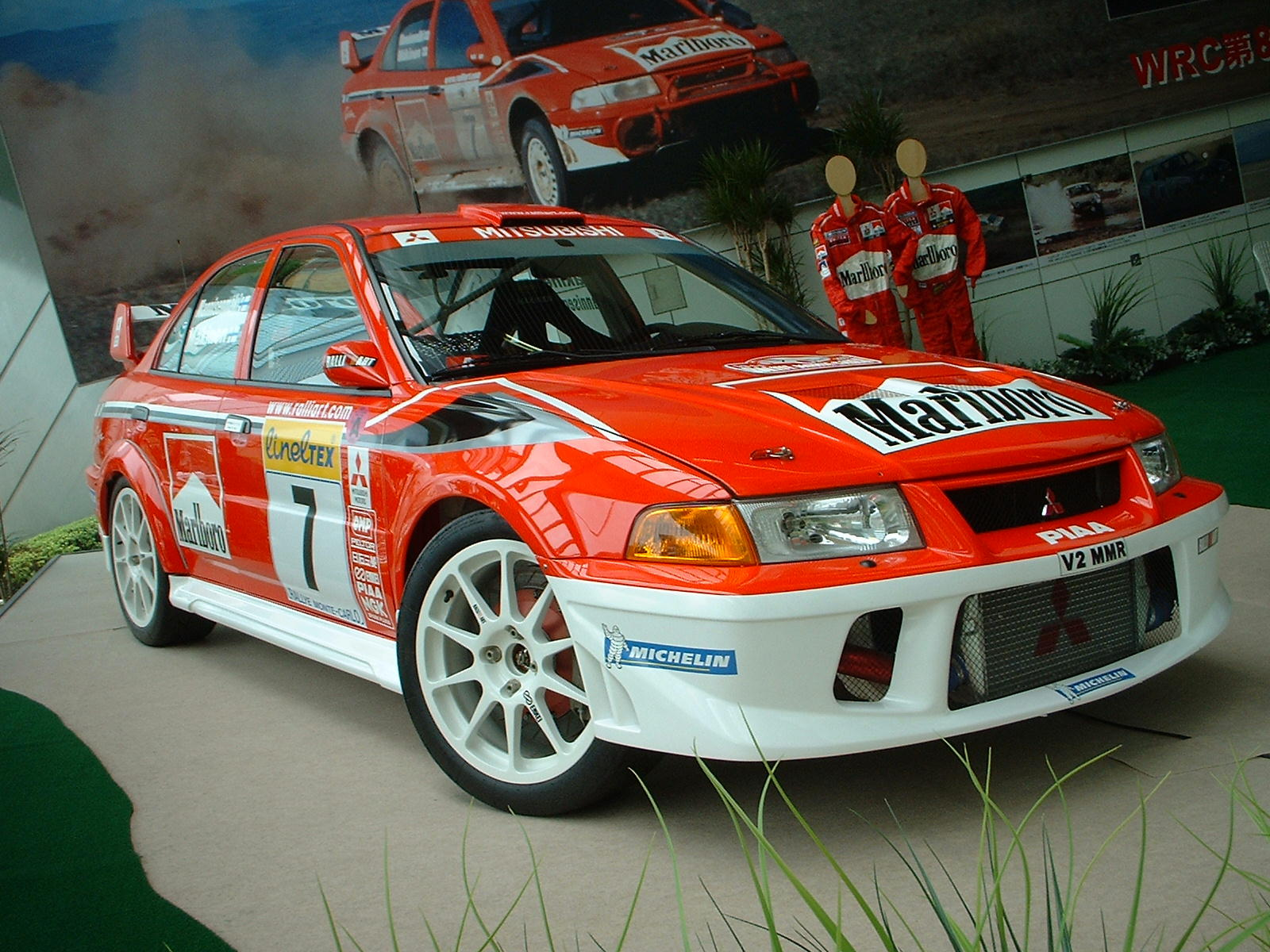
1999年にトミ・マキネンがWRC4連覇を達成したランサーエボリューションⅥ

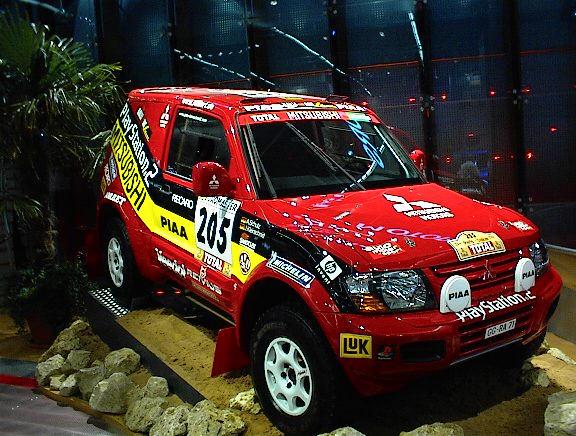
2001年にユタ・クラインシュミットが女性として初めてパリダカ総合優勝を果たしたパジェロ

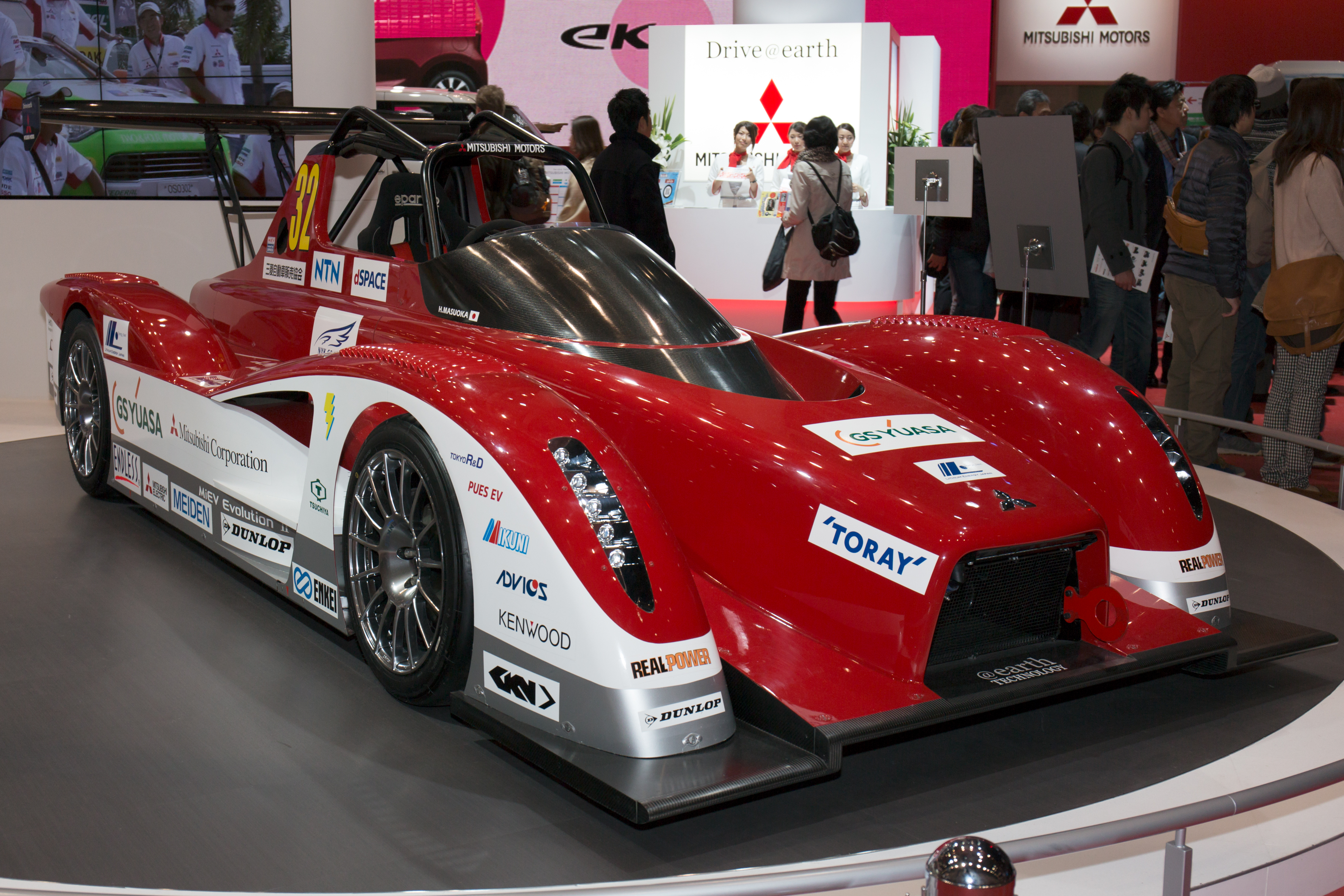
2013年に増岡浩がパイクスピークでEVクラス2位を獲得したMiEV Evolution Ⅱ

古くからモータースポーツ事業にも力を注いだ。ラリーの活動が最も有名であるが、実際にはフィールドを問わずに活躍した。
1962年のマカオグランプリのAクラス（排気量750cc以下の市販車）で、500が表彰台を独占した。1964年の第二回日本グランプリのツーリングカー・T-Ⅲ部門（排気量700〜1,000cc）にはコルト1000を投入し、日野・コンテッサやミニクーパーを相手に1-4位独占の圧勝を収めた。
当時の日本メーカーとしては珍しくフォーミュラカーにも積極的であった。日本グランプリ併催のフォーミュラカーレース「日本スピードカップ」にチューニングしたコルト1000のエンジンを供給し、1967年には1-2フィニッシュを果たした。日本グランプリとして開催された1971年でも2.0リッターDOHCのコルトF2000が勝利。1973年からの全日本F2000選手権（現在のスーパーフォーミュラ）でもエンジン供給を行った。加えてWRC（世界ラリー選手権）にも初年度からランサーで参戦し、1974年サファリラリーで初の総合優勝を飾った。しかしオイル・ショックによりいずれの活動からも撤退した。
オイル・ショックが明けた1984年にラリーアートが設立され、本格的にワークス活動が再開される。
これに先立ち、1981年にWRCにギャランで復帰。グループBのスタリオンを経て、1990年代後半には、グループA規定のランサーエボリューションがトミ・マキネンの手で1996年から1999年までドライバーズチャンピオンを史上初の4連覇を達成した（1998年にはマニュファクチャラーズタイトルも獲得）。また出場者が少なかったという利があったものの、篠塚建次郎がアイボリーコースト・ラリーで日本人初のWRC総合優勝を2度達成している。しかし「市販車にこだわる」というポリシーが仇となって新規定のWRカーに出遅れ、2000年代は低迷。2002年11月にMMSP（三菱自動車モータースポーツ）が設立されるが、ランサー WRCの熟成不足に経営不振も相俟ってスポット参戦に留まる状態が続き、2005年末に事実上の撤退となった。
市販車仕様に近いグループN規定のPCWRC（プロダクションカー世界ラリー選手権）では、ランサーエボリューションは2000年頃に28連勝を記録するなど高い戦闘力を発揮。ライバルのスバル・インプレッサ WRX STIと合わせて「インプ・ランエボ」と並び称された。三菱ワークスのWRC撤退後も、PWRCや地域のラリー・ツーリングカーレースなどで、プライベーターたちによって目覚ましい活躍が見られた。
全日本ラリー選手権ではミラージュがBクラスの2WD・4WD部門の両方を席巻し、1993から2002年の10年間タイトルを獲得し続けた。またランサーエボリューションも奴田原文雄の活躍で、PWRC同様にスバルと総合タイトルを争った。
ダカール・ラリーにも1980年代から参戦。パジェロ/パジェロエボリューションにより、全メーカー中1位となる12回の総合優勝を達成した。この記録は2022年現在も破られていない。また日本人の篠塚建次郎、増岡浩も総合優勝を飾った。環境の変化もあって、マシンは00年後半にレーシングランサーに切り替えられたが、2009年を最後にリーマン・ショックによる経営不振を理由に撤退した。
ツーリングカーレースでは、グループA時代にギャランやスタリオンが投入され、当時最強を謳われたフォード・シエラ勢にしばし迫る活躍を見せた。1990年代にはN1耐久（現在のスーパー耐久）に加え、JGTC（現在のSUPER GT）GT300クラスにラリーアートが前輪駆動のFTOを投入していた。2005〜2009年にはストックカー・ブラジルにも参戦し、2度チャンピオンを獲得した。
フォーミュラカーではF1や全日本F3000選手権といったトップカテゴリには参戦していないが、1990年代に育成カテゴリのフォーミュラ・ミラージュを運営しており、土屋圭市やラーマン山田がこのチャンピオンに名を連ねている。またF3にも国内外でエンジン供給を行っていた。
アフターパーツメーカーとして知られるHKSはこの頃三菱との関わりが強く、ラリー用のランサーやF3などのエンジンのチューニングを請け負っていた。
ダカール・ラリー撤退後はラリーアートの主要業務は撤廃され、欧州のごく一部を除いて閉業状態に追い込まれた。本社の関わるレース活動はパイクスピーク・ヒルクライムやアジアクロスカントリーラリーなどへ、市販の電動車技術を盛り込んだマシンを用いての単発イベントへの参加が細々と行われる程度であった。スウェーデン法人による特認のR5規定のミラージュのラリー投入、スペイン法人によるエクリプスクロスでのダカール参戦なども行われたが、いずれもワークス復帰とまではいかなかった。
しかし2022年にラリーアートブランドの復活が宣言され、トライトンによるアジアクロスカントリーラリーの活動に「チーム三菱ラリーアート」として参戦。ブランド復活後初参戦で総合優勝を飾った。

## 関連会社

### 連結子会社
- 東日本三菱自動車販売
- 西日本三菱自動車販売
- 三菱自動車ファイナンス
- 三菱自動車エンジニアリング
- 三菱自動車ロジテクノ
- 水菱プラスチック

### 持分法適用関連会社
- ジヤトコ
- NMKV

### その他の関係会社
- 日産自動車
- 三菱商事

## 関連施設
- 三菱京都病院（京都府京都市西京区）
- 三菱水島病院（岡山県倉敷市） - 2009年3月末で閉鎖。

これらの医療機関は企業立病院であるが、三菱自動車工業関係者以外も利用可能。

## コーポレート・アイデンティティ（CI）

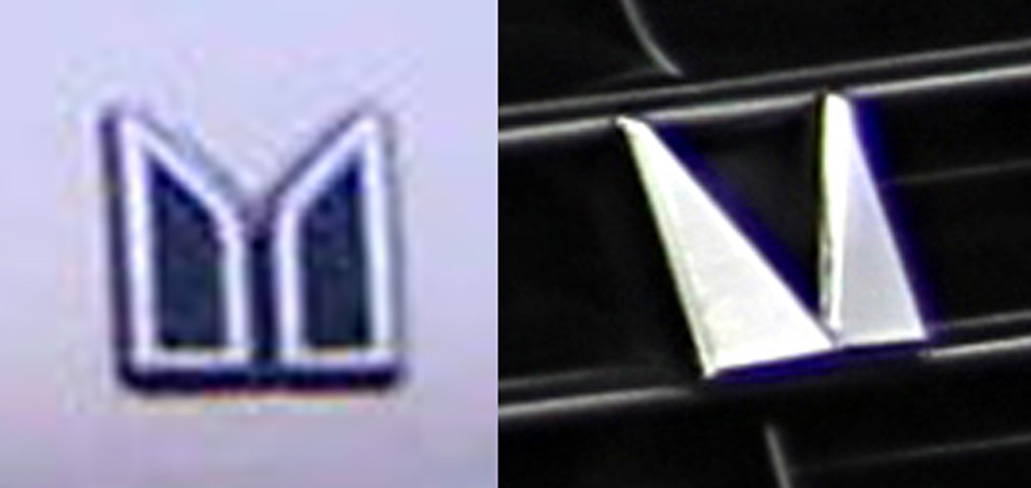
いすゞ（左、1974 - 1991）と三菱（右、1976 - 1982）のエンブレム比較図

エンブレムは当初からスリーダイヤを用いているが、1976年 - 1984年頃までは、三菱のイニシャルであるアルファベット“M”を模したエンブレムをつけていた。このエンブレムは乗用車、普通商用車を主に装着されていた。ふそう系の中型、大型車にはスリーダイヤが付いており、70年代中盤頃はＭマークとスリーダイヤを併用装着していた時期がある。しかし形状からいすゞ（の当時のエンブレム）と間違えられがちだったため、1980年代前半 - 1990年代中頃には英文社名からの略「MMC」をシンボルマークとしていた。この間、テレビ・ラジオの協賛クレジット、並びに各種広告においてのクレジットもスリーダイヤを使用せず「MMC三菱自動車」と表記されていた。
その後1987年10月以降からはスリーダイヤが順次復活し、MMCロゴと併用されるようになったが、1993年10月以降から日本国内でも順次、スリーダイヤとMITSUBISHIのロゴを使うようになった。
インターネットでのドメイン名「mmc.co.jp」が同じ三菱グループの三菱マテリアルに先に使われたこともあって2016年現在、MMCはMMCレンタカー等一部でしか使われていない（前述のように三菱マテリアルとの混同を避けるため、「三菱自動車の」という前書きが添えられている。三菱自動車バス製造（現・三菱ふそうバス製造）では、2003年頃までMMCロゴが窓ガラスに使われていた。

## キャッチフレーズ
- エンジンの三菱（1967年 - 1968年）
- 技術と信頼の三菱（1969年 - 1972年）
  - 三菱はつくる安全な車 あなたがつくる正しい運転 みんなでつくる良い環境[注釈 10]（1971年ごろ - 1973年ごろ）
  - クライスラーと手を結んだ三菱自動車（1971年、クライスラーとの提携直後）
  - 選ぶのはあなたです（1973年ごろ）
  - 安全は人と車でつくるもの（1975年 - 1978年3月）
  - 安全に走れ。それが一番早いのだ。（1978年4月 - 1980年3月）
- 燃費の差は技術の差（1980年4月 - 1981年3月）
- 燃費は技術（1981年4月 - 1982年4月）
- 未来をひらく技術と信頼（1982年5月 - 1985年）
  - この頃から「MMC三菱自動車」になる。
- BE BEST for good days いつもベストを（1985年 - 1987年9月・ギャラン店用）
- sparkling now（1985年 - 1987年9月・カープラザ店用）
- いい街 いい人 いい車（1986年1月 - 1987年9月）
- 新技術を、ときめきに。 NEW Motoring Wave（1987年10月 - 1992年3月）
- あなたと創る Creating Together（1993年 - 1995年）
  - この頃から「三菱自動車」になる。またふそうの車種では1997年まで起用された。
- MITSUBISHI STAR CARS もっとクルマをおもしろく。元気、三菱。[注釈 11]（1996年）
- その差が、三菱。（1996年 - 1997年）
- いいもの ながく（1998年 - 1999年）
- Heart-Beat-Motors（2000年 - 2005年9月27日）
  - この頃から「MITSUBISHI MOTORS」になる（提供表示は現在も継続、読み上げは2009年6月末まで続いた）。
- 答えは、クルマで出します。（2005年前期、CM以外では使われていない）
- クルマづくりの原点へ。（2005年9月28日 - 2008年3月）
- ミツビシミテカラ（2006年9月 - 2008年5月）
- Drive@earth（2008年6月 - 2017年10月）
- Drive your Ambition（2017年10月 - ）
  - 2009年7月からは読み上げも「三菱自動車」に再度変更。ただし、上記の通り提供表示はそのまま。

## 提供番組
上記記載の通り、1982年のCI導入のころから1993年頃までは「MMC三菱自動車」、2000年以後は「MITSUBISHI MOTORS」（協賛読みに関しては2009年以後「三菱自動車」）として協賛クレジットをアナウンスしている。

### テレビ
日本テレビ系
- 箱根駅伝（2005年、2021年は提供無し）
- ZIP!（2022年10月 - ・隔日6時台)

テレビ朝日系
- サッカー中継（2002年よりスポンサー）

TBS系
- いっぷく!（ - 2015年3月）→炎の体育会TVまたはジョブチューンの2時間スペシャル（各20時台）（2015年4月4日 - ）
- NEWS23（2008年4月 - 2009年3月、2017年4月 - 、一時期降板していた）- 隔日、提供枠は別だが、同業者のマツダも提供。
- 報道特集（2022年10月 - )

フジテレビ系 ※2025年1月20日～は提供休止
- FNS27時間テレビ（2000年 - 2003年、2011年以降に協賛）
- ボクらの時代（2022年10月　- 、提供復帰）※それまで提供だった同業者のマツダから引き継いだ。
- 日曜報道 THE PRIME（2019年4月 - 、「Mr.サンデー」から移動）
- 土曜プレミアム（2022年10月 - 、提供復帰）

その他
- はやく起きた朝は…（東海テレビ、中京ローカル）
- 浦和レッズ・スーパーマッチ（テレ玉、埼玉県下三菱自動車販売グループとして）

### テレビ（終了・撤退）
- すき!地球（フジテレビ系、一社提供）
- 関口宏の東京フレンドパークII （TBS系、2004年6月にリコール隠し事件で一時スポンサー降板、2006年10月放送分からゲスト出演者にパジェロのプレゼントコーナーを再開、CBCでもローカルの中日戦中継による振り替え放送でもスポンサー）〜2010年3月で一時降板（4月以降当番組は月曜19時へ出戻るも他社の車へプレゼントを交代。）
- ダイヤモンドグローブ（フジテレビ系、「三菱ダイヤモンドグローブ」時代に三菱グループの一社として提供し、1990年代にも短期間ではあるが提供を行っていた時期があった）
- 釣り・ロマンを求めて（テレビ東京系）
- ゴールデン洋画劇場（フジテレビ、1975年 - 1987年春まで）
- 木曜劇場（フジテレビ、1990年 - 2016年3月、現在は同業者のホンダ（2016年4月 - 2017年9月）→日産自動車（2017年10月 - 2019年9月）→クオール薬局グループ（2020年7月 - 同年9月）→Sky株式会社（2020年10月 - 同年12月）→日産自動車（2021年4月 - ）と同業者のスバル（2016年4月 - 同年9月）→ライオン（2016年10月 - 2020年9月）→P&G（2020年10月 - ）に交代。スポンサー枠は「Mr.サンデー」と「土曜プレミアム」に移動。
- 華麗にAh!so（テレビ朝日）
- どーする?!TVタックル（テレビ朝日、1990年の秋頃まで）
- TBS金曜8時枠の連続ドラマ - 1980年代前半 - 中盤（後に「金曜21時枠」に移行）
- TBS金曜9時枠の連続ドラマ - 1980年代後半（後に「水曜ロードショー」に移行）
  - 1986年の「男女7人夏物語」でも提供。後に味の素に交代。
- 金曜テレビの星!（TBS）
- 水曜ロードショー（TBS、1993年9月の番組終了まで。そのまま後継の「スペースJ」も提供）
- うたばん （TBS、2008年3月まで）
- 所さんの20世紀解体新書
- ナイナイサイズ!（日本テレビ、2004年の夏頃まで）
- ASTRO BOY 鉄腕アトム（フジテレビ、2004年度の（一部局では2005年度初頭の）番組終了まで）
- i-SPORTS Heart-Beat Weekend（BS-i、2003年9月の番組終了まで）
- 日曜洋画劇場（テレビ朝日、2009年9月で降板。その後「日曜エンターテインメント」枠で復活。）
- 小学生クラス対抗30人31脚（テレビ朝日、2005年元日を最後に撤退）
- 晴れたらイイねッ!Let'sコミミ隊（フジテレビ系、末期の筆頭スポンサー）
- 新春かくし芸大会（フジテレビ）（2005年以降は参加せず）
- 新春ドラマスペシャル（フジテレビ）
- クイズ$ミリオネア・新春スペシャル（フジテレビ）
- ゴリラ・警視庁捜査第8班（テレビ朝日）
- 日曜エンターテインメント （テレビ朝日系、提供枠は別だが同業であるスズキも提供していた。「日曜洋画」時代を含めると約4年ぶりの復帰となった。）
- 知ってるつもり?!（日本テレビ）
- ニュースJAPAN（フジテレビ、同業の日産自動車が提供する場合あり。）
- Music Museum（フジテレビ）
- ボクらの時代（フジテレビ）
- ZIP!（日本テレビ系）
- 1億人の大質問!?笑ってコラえて!（日本テレビ系、2013年10月 - 2014年3月、同業者のトヨタ自動車に提供枠を譲る)
- 踊る!さんま御殿!!（日本テレビ系）
- おはようクジラ（TBS系、1997年4月 - 1999年3月）
- サンデーモーニング（TBS系）
- TBS水曜10時枠の連続ドラマ（TBS系、第2期）
- 水曜プレミア（TBS系、第2期）
- さんまのスーパーからくりTV（TBS系）
- はなまるマーケット→いっぷく!（TBS系）2013年10月〜2015年3月
- 日経スペシャル 未来世紀ジパング〜沸騰現場の経済学〜（テレビ東京）
- 日本テレビ系列土曜20時枠
  - 全日本プロレス中継→土曜スペシャル→爆笑ヒット大進撃!!→ダントツ笑撃隊!!→土曜トップスペシャル→おもしろ人間ウォンテッド!!→8時が来ちゃった!!テレビ大図鑑→鶴瓶のテレビ大図鑑→歌うゴールデンタイム→ウォッチング日本列島→土曜スーパースペシャル→野望の国→土曜スーパースペシャル（2）→マジカル頭脳パワー!!→スーパースペシャル→世界一受けたい授業（2009年9月で降板、同業者のトヨタ自動車に提供枠を譲る）
- フジテレビ系列金曜21時枠
  - 金曜エンタテイメント〜金曜プレステージ〜赤と黒のゲキジョー〜金曜プレミアム（2016年3月で降板）
- とんねるずのみなさんのおかげでした（2016年4月 - 2017年3月）
- 日本民謡大賞（日本テレビ系、1978年 - 1992年）
- 土曜プレミアム（フジテレビ系、2016年4月 - 2018年9月、同業者のダイハツ、スズキも提供、木曜劇場から移動。）
- 世界!極タウンに住んでみる（フジテレビ系、2018年5月 - 9月、PT扱い）
- Mr.サンデー（2016年4月-） - 同業のスバルとマツダも提供、木曜劇場から移動。
- ホンマでっか!?TV（2016年10月 - ） - 同業のスバルも提供。
- にじいろジーン（関西テレビ制作、2011年4月 - 2016年9月）
- 林修のニッポンドリル（フジテレビ、2019年4月 - 2020年3月）
- おかえりなさ〜い（福井テレビ、金曜のみ、2017年4月 - 2020年2月、福井ローカル）
- 人生が変わる1分間の深イイ話（日本テレビ、2016年4月 - 、「踊る!さんま御殿!!」から移動）

### ラジオ（現在）
- なし

### ラジオ（終了・撤退）
- JRN土曜ナイター
- 三菱ドライビングポップス
- MITSUBISHI MOTORS BEAT NAVIGATION MEET THE BLITZ
- MITSUBISHI MOTORS SPECIAL 赤坂泰彦・TALK 2 TALK（1997年12月に降板）
- MITSUBISHI MOTORS PRESENTS Heart-Beat Style
- 三菱ふそう全国縦断・榎さんのおはようさん〜!
- USA LOVE MIRAGE アメリカ音楽地図
- 松任谷由実 Sweet Discovery
- MOTHER MUSIC - 37FM -→MOTHER MUSIC RECORDS（途中降板）
- ピートのふしぎなガレージ（TOKYO FM系列）

## 不祥事・事件・問題・事故

### セクハラ・パワハラ集団訴訟
1996年、アメリカ合衆国において289人へのセクシャルハラスメントとパワーハラスメントがあり、アメリカ合衆国連邦政府機関雇用平等委員会（EECO）が集団訴訟に踏み切る。これに対し自社から3時間離れたEECO支部まで、地元市長など約3,000人をバスで送迎し抗議デモを行わせた。これにより、全米女性機構や公民権運動の指導者なども強く反発、ボイコットや不買運動に発展し、三菱自動車工業が和解金を支払うまで続いた。

### 総会屋に対する利益供与
1997年（平成9年）、総会屋利益供与事件により、総会屋の2名と三菱自の3名が逮捕される。 同時に系列7社も、総会屋に株主総会対策で送金していた事が判明する。
1998年3月20日、東京地方裁判所（植村立郎裁判長）は総会屋1名に対し懲役1年6月の実刑判決を言い渡した（求刑懲役2年）。被告人は直ちに控訴した。

### 三菱リコール隠し
2000年と2004年に発覚したリコール隠し、不適切な改修による火災事故は、三菱リコール隠しを参照。

#### テレビ番組
- 日経スペシャル ガイアの夜明け 一つの嘘で会社が消える 〜問われる企業倫理〜（2002年11月24日、テレビ東京）[92]。

### 軽自動車エンジンのリコール問題
詳しくは2005年のオイル漏れの不具合に関する三菱自動車・3G83エンジンに関する問題を参照。

### 燃費試験の不正事件
2016年（平成28年）4月20日17時、日産自動車との合弁会社であるNMKVで開発した軽自動車のJC08モード燃費試験について、燃費を実際よりも良く見せるため、国土交通省に虚偽のデータを提出していたことを明らかにした。
該当の車両は、三菱ブランドでは「eKワゴン」「eKスペース」、日産ブランドでは「デイズ」「デイズルークス」であった。協業先に当たる日産自動車が、前記該当車の燃費を実際に測定したところ、届出値との乖離がみられ、燃費不正が発覚した。
これを受けて国土交通省は、国内外の自動車メーカーやオートバイメーカーなど41社に対し、燃費試験の不正がなかったか調査するように指示した。
実際よりも5-15%程度良い燃費を算出しており、軽自動車の業界基準であるJC08モードで30km/L以上という水準に見せかけていた。該当車種は即日販売及び出荷停止となった。相川哲郎社長は、4月26日に石井啓一国土交通大臣への報告後の記者会見で改めて謝罪し、三菱自動車工業について「会社の存続に関わる程の大きな事案」と述べた。低排出ガス車認定制度（エコカー減税）について、高市早苗総務大臣は「燃費が変わった場合は、その差額（自動車重量税や自動車取得税）を納めて頂く」と述べている。
さらに、軽自動車に限らず1991年（平成3年）以降に発売した全ての車種において、違法な方法で燃費試験をしていたことも明らかになった。さらに後日、1991年（平成3年）から25年間に渡り、10・15モード燃費で計測した燃費データの偽装をしていたことが発覚した。詳しい車種及び台数は現時点で調査中とするものの、今後さらに増える可能性がある。

#### 不正の概要
軽自動車においては、以下の違法行為が明らかになっている。
- 道路運送車両法で認められていない「高速惰行法」と呼ばれる、違法な測定方法による走行抵抗の測定[注釈 14]。
- 試験結果の中から「恣意的に低い値だけ」を抽出し、燃費値に有利な走行抵抗値に見せかける。
- 社内会議により、決めた目標に沿うよう、燃費測定に用いるデータの改竄。

1991年（平成3年）以降に、三菱自工が製造した全ての車両において、以下のいずれか、または複数の違法行為が行われていた。なお当該車両については、開発段階において正規の走行試験を行っていなかったものの、事件発覚後に行った惰行法による燃費測定の結果、差異が3%以内に留まったことから、三菱自工は販売停止等の処置は行わないとしていた。
しかし、3パーセントの乖離を重く見た国土交通省は、三菱自動車が改めて提出するデータを「信用できない」として、5月2日から独立行政法人交通安全環境研究所で独自に測定を行った結果、9車種中8車種において最大15%の差が生じており、三菱自工による再測定のデータを、8月30日に国土交通省に提出したレポートにおいても、不正計測が行われたことが発覚した。これを受け、三菱自工は販売停止等の処置をとることとなった。
- 軽自動車同様「高速惰行法」と呼ばれる、違法な測定方法による走行抵抗の測定。
- 試験結果の中から「恣意的に低い値だけ」を抽出し、燃費値に有利な走行抵抗値を捏造。
- 成績表に記載すべき日付や天候の捏造[99]
- 走行試験により求めなければならないデータの机上計算による算出。
- 異なる車両の測定結果を恣意的に組み合わせたデータの算出。

軽自動車の不正では、三菱自動車は燃費目標達成業務を、子会社の三菱自動車エンジニアリング（MAE）に丸投げしていたほか、子会社が実施した試験方法が「高速惰行法」であったこと、さらに、試験結果が意図的に低い値を抽出した捏造であることを知りながら、その内容を承認していた。この件について、益子会長は力のない子会社に、レベルの高い車の開発を丸投げしたことが、事件の背景にあると述べている。

#### 民事訴訟
この一連の燃費不正問題について、2016年（平成27年）12月16日に、該当車種の所有者を始めとした24都道府県の88人が、三菱自工を相手取り総額約1億3,000万円の損害賠償を求め大阪地方裁判所に集団訴訟を提起。係争中である。

#### 景品表示法違反
更に同問題で、実際の燃費と懸け離れた広告をしたのは景品表示法違反に当たるとして、消費者庁が三菱自動車に4億8507万円程度の課徴金納付を命じた。

### 技能実習計画認定の取り消し
法務省と厚生労働省は、三菱自動車工業岡崎製作所（愛知県岡崎市）において、溶接作業を学んでもらうため受け入れたフィリピン人の技能実習生27人に対し、本来の計画になかった、自動車の組み立てなどに従事させていたことが2018年5月に明らかになった ことを受けて、法務省は2019年（平成31年）1月25日付で、三菱自動車の実習計画認定を取り消す行政処分を下した。
2017年（平成29年）11月に施行された技能実習適正化法に基づく措置であり、三菱自動車は2019年から2024年までの5年間、外国人技能実習生の新規受け入れが出来なくなった。

### ゴーン会長逮捕
2018年11月19日、三菱自動車工業取締役会長のカルロス・ゴーンが、金融商品取引法違反で東京地方検察庁特別捜査部に逮捕された。

### 社員の過労自殺
2020年6月、三菱自動車に勤めていた男性社員（当時47歳）が2019年2月に自殺したのは、長時間労働により発症した精神疾患が原因だったとして、三田労働基準監督署が労災認定していたことがわかった。
遺族の代理人弁護士によると、男性社員は1993年に新卒で三菱自動車に入社。エンジニアとして長く商品開発に携わっていたが、2018年1月からそれまで経験のなかった商品企画部に配属され、日産自動車と共同開発した軽自動車（eKワゴン・eKクロス）の商品企画を担当。単身赴任して住んでいた社員寮では平日の夜も会社のパソコンで仕事をしており、休日に妻と娘がいる自宅に帰った際も近くの図書館で仕事をしていた。両社の意向を調整する業務に従事する中で、板挟みになり強いストレスを抱えていたという。2019年2月7日、男性社員は社員寮で練炭自殺した。
遺族から労働災害の申請を受けて労働基準監督署が調査した結果、亡くなる直前の1か月の残業時間が「過労死ライン」と言われる100時間を超える139時間以上にのぼっていたことが分かった。男性社員は休日もパソコンを使って働くなどしており、実際の労働時間はさらに長かったとみられる。健保組合から支給されたスマートウォッチの記録では、亡くなる前の1カ月のうち22日は睡眠時間が6時間に満たなかった。三田労働基準監督署は男性社員が自殺したのは残業が急増するなどした結果、精神疾患を発症したのが原因だったとして、2020年5月28日付で労働災害と認定した。

### 注記
1. ↑  登録車（普通車）・軽自動車を合計してもメルセデス・ベンツやBMWより低いシェアである。
2. ↑  当時のヒュンダイは小型車の開発をめぐりフォードからの技術協力関係に軋轢が生じて、独自モデルの開発技術提携相手がいなかったが最後に三菱自動車を訪れたところ久保富夫社長が供与したため社長が親韓派だった説を東亜日報は報じている[28]。
3. ↑  1996年 - 1999年[34]。このうち1998年シーズンでは三菱初のマニュファクチャラーズタイトルとグループNプロダクションカー部門年間優勝と併せた3冠を達成[32]。後にこの記録はセバスチャン・ローブ（シトロエン）によって更新（9連覇）された[35]。
4. ↑  メルセデスベンツ・ド・ブラジルとアドトランツを経営責任者として事業を再建した[37]
5. ↑  日産はスズキからも軽自動車を供給されてあり、2005年当時は日産・モコ（スズキ・MRワゴンのOEM）を販売していた。[要出典]。
6. ↑  あくまで「日本国内向けの日本車」としてはじめてということであり、いずれかの条件を満たさなければ前例は存在する。日本に於ける輸入車には前例（ヒュンダイによるものなど）が存在する。また、アメリカでは三菱自身も10年10万マイルの長期保証を行っていた[要出典]。
7. ↑  2010年8月5日から、三菱が現在発売する全ての軽乗用車（eKワゴン・eKスポーツ・トッポ・i・パジェロミニ・タウンボックス）及びミニキャブに、同年8月18日よりギャランフォルティス・ギャランフォルティス スポーツバックに、同年9月2日よりパジェロ・アウトランダーに、同年10月7日よりミニカバンに、同年10月8日よりランサーエボリューションXにも適応。デリカD:2など他社からOEM供給される車種は対象外となる[要出典]。
8. ↑  詳しくは、英語版ニュージーランドの自動車産業（英語版）を参照。
9. ↑  ただし、輸出車ではスリーダイヤとMITSUBISHIのロゴを使い、ふそうの中大型商業車のステアリングホイールにはスリーダイヤが刻印されていた[要出典]。
10. ↑  前半（「〜つくる」まで）と後半とではフォントの形状が異なる（例：同じ種類で後半のサイズが大きい、前半は明朝体で後半はゴシック体）。
11. ↑  英文部分はルーカスフィルムの許諾のもと、『スター・ウォーズシリーズ』のロゴを模したデザインとなっている。CMにもスター・ウォーズシリーズのキャラクターが登場した。
12. ↑  最終提供日は編成の関係上後継番組である「白熱ライブ ビビット」に提供。ただしPT扱い[要出典]。
13. ↑  春・秋の期首特番編成「オールスター感謝祭」を含む[要出典]
14. ↑  スズキも国で定められている条件で試験を行っていないことを自己申告したが、これは強い風の影響を受けやすい同社特有の試験環境によるデータ取得の難しさを回避することが目的であり、数値をよく見せるための工作ではなかった[100]。

### 製品
- UV&ヒートプロテクトガラス

### 広告代理店
- ADKクリエイティブ・ワン（ADKホールディングス、旧・アサツー ディ・ケイ）

### 人物
- オリビエ・ブーレイ
- 篠塚建次郎
- 増岡浩
- 中谷明彦
- 東條輝雄

### スポーツ関連
- 浦和レッドダイヤモンズ（Jリーグ）（オフィシャルパートナー、2016年10月まで運営会社の株式の50.63%を保有していた。旧三菱自動車工業サッカー部）
- 三菱自動車水島FC
- 三菱自動車岡崎硬式野球部
- KMGホールディングス硬式野球部（旧・九州三菱自動車硬式野球部。九州三菱自動車販売が運営）
- 三菱自動車京都ダイヤフェニックス（旧・三菱自動車京都硬式野球部）
- 三菱自動車倉敷オーシャンズ（旧・三菱自動車水島硬式野球部）
- 三菱自動車京都レッドエボリューションズ（旧・三菱自動車京都ラグビー部）
- 三菱自動車水島ラグビー部
- ダイヤモンドカップゴルフ（旧・三菱ギャラントーナメント→三菱自動車トーナメント→三菱ダイヤモンドカップゴルフ）
- 大阪国際女子マラソン（2004年まで車両協力を担当。2005年以降はダイハツ工業が行っている。）